# Lotzwil
Lotzwil là một đô thị thuộc huyện Oberaargau, bang Bern, Thụy Sĩ. Đô thị này có diện tích 6,22 km2, dân số thời điểm tháng 12 năm 2020 là 2663 người.